# Intelligenza Suprema
L'Intelligenza Suprema (Supreme Intelligence) è un personaggio immaginario che appare nei fumetti Marvel. Essa è un'intelligenza artificiale che controlla la razza aliena denominata come Kree.
Apparve per la prima volta in Fantastic Four #65, il suo personaggio è stato creato da Stan Lee e Jack Kirby.

## Biografia
L'Intelligenza Suprema, conosciuta anche con il titolo di Supremo, venne creata più di un milione di anni fa sul pianeta Hala dalla razza aliena denominata come Kree per aiutarli a creare il Cubo cosmico come già in passato, i loro acerrimi nemici gli Skrull ne crearono uno. Essa è formata dai cervelli delle più grandi menti della civiltà Kree, assumendone la loro conoscenza ed esperienza.
Infine, l'Intelligenza arrivò al punto di sviluppare una propria mente autonoma. Si rifiutò dunque di creare il Cubo, temendo i pericoli derivanti dalla sua evoluzione, come già accadde quando distrusse una buona parte dell'Impero Skrull.
Nonostante ciò, continuò ad esistere per servire i Kree grazie alla sua saggezza. La sua influenza crebbe fino al punto di sostituire il governo dei Kree, diventando la sovrana dell'Impero Kree. La maggior parte della società Kree è fanaticamente devota ad essa, fornendo una religione organizzata.
Durante i primi anni di servizio dei Fantastici Quattro, l'Intelligenza Suprema inviò Ronan l'accusatore per ucciderli. Successivamente scoprì il tradimento di Zarek e Ronan, inoltre omaggiò l'eroe Kree Mar-Vell con una nuova uniforme. l'Intelligenza Suprema venne deposta dal suo ruolo come leader dell'Impero Kree da Ronan. È stato rivelato che l'Intelligenza Suprema influenzò mentalmente l'umano Rick Jones e la Commissione per le attività aliene negli Stati Uniti per riconquistare il suo potere. Essa ha stimolato il potenziale psionico di Rick Jones, ossia il potenziale evolutivo della razza umana, più comunemente chiamato Forza del Destino, per porre fine alla campagna militare sulla Terra durante la prima Guerra Kree-Skrull.
Supremo rivelò inoltre di aver capito molto tempo fa che i Kree stavano attraversando un vicolo cieco evolutivo. La sua preoccupazione fu quello di trovare un rimedio per far ripartire l'evoluzione della sua razza e le sue manipolazioni su Rick Jones e Mar-Vell furono parte di questo processo. Grazie a questi sforzi, riuscì a riacquisire la guida dell'Impero Kree. Successivamente, dominò mentalmente Ronan, utilizzandolo come pedina contro Rick Jones e Captain Marvel. Tentò invano di assorbire le menti di Rick Jones e Captain Marvel e impiegò il controllo remoto degli androidi come alloggiamento per la sua coscienza.
Il Supremo capì che gli Skrull stavano perdendo la loro capacità da mutaforma e pianificarono una nuova campagna militare per una seconda guerra Kree-Skrull. Nel corso di questa guerra, l'Intelligenza Suprema acquisì la Gemma dell'anima per mantenere un equilibrio pacifico tra le due controparti dei Kree blu e rosa. Inoltre con la gemma fu in grado di assorbire l'anima di Silver Surfer. L'anima di Silver Surfer riuscì a fuggire e rubò la Gemma dell'anima, facendo perdere la sanità mentale all'Intelligenza Suprema.[10]  In seguito, Nenora una spia degli Skrull sì travestì da ufficiale dei Kree, prendendo il pieno controllo dell'Impero Kree. Successivamente, il Contemplatore iniziò a restaurare la coscienza criptata della Intelligenza Suprema. Venne presto liberata dal controllo psichico del Contemplatore, da uno stregone Cotati, nonostante fosse sotto l'influenza del mago l'Intelligenza Suprema nominò l'alieno Clumsy Foulup come leader dei Kree.
Durante la storyline Operazione: Tempesta nella galassia, essa organizzò segretamente una Nega-bomba un dispositivo che facendolo esplodere produceva un tipo di radiazioni speciali provenienti direttamente dalla Zona Negativa, sperando che le sue energie rilasciate riattivassero il potenziale genetico della razza Kree. Nel corso del processo, vennero uccisi uccisi miliardi di Kree, realizzando un genocidio di massa.
Supremo non venne mai ucciso definitivamente, di fatto prima della sua morte, si teletrasportò su un'astronave in orbita nello spazio mentre attendeva la fine del conflitto tra Kree e Shi'ar.  L'astronave fu in seguito danneggiata e trovata dallo S.H.I.E.L.D, la quale catturò un piccolo computer dove esso risiedeva.
Dopo la guerra Kree-Shi'ar, l'Impero Kree fu sconfitto, divenendo sotto il dominio dell'Impero Shi'ar governato dalla sovrana Deathbird. La Starforce dei Kree, divennero parte della Guardia imperiale. Supremo con la Starforce finse di essere una spia per conto dell'Intelligenza Suprema, a disposizione degli ultimi fedeli all'Impero Kree.
Quando l'Intelligenza Suprema rubò delle menti appartenenti ad alcuni scienziati dello S.H.I.E.L.D., il suo corpo fu trasportato a Manhattan, dove pianificò di far esplodere un'altra Nega-bomba, questa volta nelle fogne di Manhattan. Supremo partecipò alla prima mutazione dei Kree e vide sui propri occhi la mutazione su uno della Guardia imperiale Kree, mentre cercò di distruggere il computer in cui risiedeva l'Intelligenza Suprema; grazie a questa situazione fu liberato dalla prigionia digitale.

## Poteri e abilità
L'Intelligenza Suprema è un vasto sistema informatico cibernetico e organico, composto da 5,000 m3 di circuiti computerizzati, avendo al suo interno i cervelli dei più grandi statisti e filosofi della storia Kree, conservati criogenicamente. Questa aggregazione di cervelli crea una singola intelligenza collettiva, in grado di utilizzare le vaste capacità di archiviazione ed elaborazione in modo del tutto autonomo.
Essa possiede un intelletto apparentemente incommensurabile, con una vasta conoscenza che supera di gran lunga quella della Terra odierna. Riesce ad immagazzinare enormi quantità di informazioni molto al di sopra di quelle del cervello umano ed ha accesso alle risorse totali dell'Impero Kree. Nonostante sia stazionario e sostanzialmente immobile, l'Intelligenza possiede tutti i poteri psionici conosciuti tra cui la telepatia, la precognizione, la telecinesi, la consapevolezza cosmica, il legame sensoriale ecc.
Inoltre è in grado di manipolare l'energia e la materia, oltre ad avere la possibilità di creare tre androidi controllati a distanza, che agiscono come occhi e orecchie quando sono lontani da lei. Questi androidi, possiedono un certo livello di indipendenza quando vengono generati, ma sono totalmente fedeli ad essa.
Il suo potere è stato incrementato quando si fuse con il Cubo cosmico, grazie ad esso Supremo era in grado di proiettare le immagini di se stesso attraverso lo spazio, il cyberspazio, la dimensione della morte e persino nel piano astrale, sotto forma di un enorme amorfo verdastro, volto umanoide, con capelli simili a dei tentacoli, per comunicare con i suoi agenti sparsi attraverso il cosmo. Assunse anche la forma di un drago arancione dalla pelle verde come la sua testa, chiamato la Moltitudine.

## Altre versioni

### Marvel Boy
Nella mini-serie Marvel Boy di Grant Morrison, compare una versione alternativa di Supremo di un universo parallelo. Questa entità aveva lo scopo di tenere in sicurezza i file ed era un umile alleato di Noh-Varr, l'ultimo sopravvissuto di una nave Kree precipitata sulla Terra. In alias Plex, questa Intelligenza Suprema mostrava più personalità multiple con ogni tipo di mente che era in grado di dominare in situazioni specifiche.
Oltre a ciò disponeva le capacità di dominare a distanza la tecnologia terrestre e di teletrasportarsi su una astronave a breve distanza. È stato anche dimostrato che era in grado di controllare le creature simili agli insetti che abitavano l'astronave. Tutti questi poteri sono stati acquisiti tramite la trasmissione di un segnale chiamato "The Omni-Wave".

## Altri media

### Marvel Cinematic Universe
La versione femminile della Suprema Intelligenza appare all'interno del Marvel Cinematic Universe, interpretata da Annette Bening.
- La Suprema Intelligenza appare per la prima volta in forma umana femminile come antagonista minore nel film Captain Marvel (2019). Il personaggio è un un'intelligenza artificiale alla guida dei Kree; assume l'aspetto fisico dell'individuo più rispettato dal suo interlocutore e pertanto viene sempre vista da Carol Danvers come la dottoressa Wendy Lawson o Mar-Vell, sua mentore,[9] anche se inizialmente la donna non la riconosce a causa della sua amnesia. Raccomanda continuamente a Carol di sopprimere le sue emozioni per non farle sfruttare appieno i suoi poteri; quando Danvers recupera la memoria, la Suprema Intelligenza manda il comandante Yon-Rogg a rapirla, ma lei riesce ad affrontarla e a fuggire liberando il suo potenziale. Dopo aver sconfitto Yon-Rogg, Carol lo rimanda su Hala per informare la Suprema Intelligenza che la fermerà.
- Il personaggio non appare fisicamente, ma viene solo menzionato nella miniserie televisiva Secret Invasion (2023).
- Nel film The Marvels (2023), la Suprema Intelligenza viene distrutta da parte della stessa Carol Danvers dopo che ha portato alla guerra civile tra le specie Kree sul loro mondo natale, Hala, durante il flashback sul passato di Capitan Marvel. Il personaggio mostra anche la sua vera forma di un computer centrale da un volto alieno di colore verde: sembra quasi simile alla controparte cartacea dei fumetti realizzati da Jack Kirby, se non per la presenza dei suoi quattr'occhi.

### Televisione
- L'Intelligenza Suprema appare nell'episodio "La saga di Fenice Nera (quarta parte) - Il fato della fenice" di Insuperabili X-Men, doppiata da Len Carlson.[10][11][12]
- L'Intelligenza Suprema appare nell'episodio "La battaglia eterna"[13] di Silver Surfer, doppiata da David Hemblen.[10]
- L'Intelligenza Suprema appare nell'episodio "Testa calda"[14] de I Fantastici 4 - I più grandi eroi del mondo, doppiata da John Novak.[10]
- L'Intelligenza Suprema appare negli episodi "Ultimatum alla Terra" (in un cameo) e "La rinascita dei Kree" di Avengers - I più potenti eroi della Terra, doppiata da David Kaye.[15]
- L'Intelligenza Suprema appare negli episodi "Spaccare è meraviglioso!", "Pianeta mostro (prima parte)" e "Pianeta mostro (seconda parte)" di Hulk e gli agenti S.M.A.S.H., doppiata da Clancy Brown.[15][16]
- L'Intelligenza Suprema appare nell'episodio "Saranno guai" di Guardiani della Galassia, doppiata da Kevin Michael Richardson.[15]

### Videogiochi
- L'Intelligenza Suprema appare in Avengers in Galactic Storm.[17]
- L'Intelligenza Suprema appare in LEGO Marvel Super Heroes 2,[18] doppiata da Gary Martin.[19]
- L'Intelligenza Suprema appare in Marvel Duel.